# برایان اوکانر
برایان اوکانر (به انگلیسی: Brian O'Conner) یک شخصیت داستانی و یکی از اصلی‌ترین قهرمانان سری فیلم‌های سریع و خشن است. که توسط پل واکر به تصویر کشیده شده و اولین بار در کنار قهرمان اصلی فیلم دومینیک تورتو در سریع و خشمگین (فیلم ۲۰۰۱) ظاهر شد. برایان توسط فیلمنامه‌نویس گری اسکات تامسون خلق شده‌است، که الهام گرفته از مقاله‌ای در مورد مسابقات خیابانی است که در ماه مه ۱۹۹۸ در مجله ویب منتشر شد. راب کوهن مستقیماً پل واکر را برای ایفای نقش این شخصیت انتخاب کرد.
برایان یکی از محبوب‌ترین شخصیت‌های سینما بود که پس از مرگ پل واکر، این شخصیت در فیلم خشمگین ۷ (۲۰۱۵) بازنشسته شد.
رابطه وی با دومینیک تورتو به عنوان یک برومنس توصیف شده‌است.